# Hospital Bach Mai
El Hospital Bach Mai (en vietnamita: Bệnh viện Bạch Mai) es un centro médico de varios campos en Hanói y es considerado uno de los más grandes de Vietnam. El hospital se estableció en 1911 durante el gobierno colonial francés. Desempeñó un papel importante en el sistema de salud de Vietnam y es uno de los tres centros médicos altamente especializados en medicina interna. Es un gran centro de formación de cuadros y para la investigación científica en el país.
La instalación cuenta con un departamento de extranjeros con personal que habla inglés, capaces de tratar los casos graves.
Una unidad especial de rehabilitación fue inaugurada en 1998 para el tratamiento de adultos y niños con condiciones de discapacidad (derrame cerebral y parálisis cerebral).